# 金ハンギル
金 ハンギル（キム・ハンギル）は、韓国の人物で作家出身の政治家。第15・16・17・19代国会議員。民主統合党最高委員（2012年6月～11月）。民主党代表（2013年5月～2014年3月）。新政治民主連合共同代表（2014年3月～7月）を歴任。父親は統一社会党党首などを務めた社会主義運動家の金哲、妻は女優のチェ・ミョンギル、弟はドイツ文学者の金ヌリ。元妻は元文化部長官・李御寧の娘。
本貫は金海金氏。キリスト教徒。過去に複数の政党の結党過程において核心的な役割を担ったため、別名は「創党専門家」「創党戦略家」である。

## 歩み
建国大学校政治外交学科卒、1978年に兵役時代における軍隊生活を書いた『兵隊日記』を発表。その後、1981年に「風と剥製」で作家デビュー、アメリカで韓国日報や中央日報の記者として活動。1987年に帰国後、KBS（韓国放送公社）を経て放送委員会スポークスマンや企画局長や事務総長代理などを勤め、MBC（文化放送）、仏教放送でも司会者として活動した。また東亜日報にコラムを1年余り掲載した他、大手新聞二紙の連載小説、週刊誌や月刊誌に定期コラムを連載するなど小説家、コラムニストとしても活動した。
1996年初め、新政治国民会議総裁を務めていた金大中の誘いを受けて政界入り、その年の4月に行われた第15代総選挙で初当選した。1997年末の韓国大統領選挙で金大中が勝利した後、青瓦台政策企画主席、文化観光部（現・文化体育観光部）長官などを歴任。2002年末の大統領選挙では、盧武鉉候補（新千年民主党）と鄭夢準候補（国民統合21）の一本化実現に尽力した。2004年4月の第17代総選挙で三選を果たした後、2006年1月に「開かれたウリ党」の院内代表に就任。
2007年2月にウリ党を離党、同年6月に中道統合民主党（民主党とウリ党離党派が合同して結成）の共同代表となった。同年末に行われた大統領選挙で大統合民主新党（ウリ党の後継政党）の鄭東泳候補が敗北した責任を取り、翌2008年4月の第18代総選挙には不出馬を選択したが、2012年4月の第19代総選挙で返り咲きを果たした。民主統合党が与党セヌリ党に敗北した責任をとって辞任した韓明淑代表の後任を決める指導部選挙に出馬、地域を巡回して行われた代議員投票では党内主流派である親盧派に反発する非盧派の支持を受け1位となったが、党員・市民選挙人団のモバイル投票も含めた支持では親盧派の李海瓚が0.5％の僅差で1位となり、金ハンギルは最高委員となった。11月1日、党指導部の刷新を求める声明を発表し、最高委員職を辞退した。
2013年3月24日、5月4日の全党大会で行われる党代表選挙への出馬を表明。党員と代議員投票および一般国民向け世論調査によって行われた選挙の結果、汎主流派の李庸燮を破って民主党（民主統合党から党名改称）の新代表に選出された
2013年8月13日、韓国政府が実効支配している島根県の竹島（韓国名「独島」）に上陸し、日本政府が防衛白書で竹島を日本の領土と明記したことについて「いかなる妄言や歪曲も独島が韓国の領土であるという事実を変えることはできない」「最近の日本の右傾化と軍国主義復活の兆しは北東アジアの平和と安定を損なう深刻な挑発だ」などと批判し、「新たな韓日関係の未来が開かれるよう、日本政府の覚醒を促す」と述べた。
2014年3月2日、新党（新政治連合）結成を推進していた安哲秀と共に記者会見を行い、6月に予定されている全国同時地方選挙を前に、民主党と新政治連合が統合して新党を結成することを宣言。同月16日に行われた統合新党・新政治民主連合（略称：新政治連合）の創党発起人大会で結成準備委員会の共同委員長に選出、同月26日の創党大会で共同代表に選出された。しかし同年7月の国会議員再補選において同党が15選挙区中4選挙区での勝利に留まって惨敗した責任をとる形で、7月31日に辞任を表明した。
2016年1月、共に民主党（新政治民主連合から党名改称した政党）を離党、新政治連合を離党した安哲秀が結成を進める新党に参加する事を明らかにした。2016年2月に発足した「国民の党」では選挙対策委員長に就任した。しかし3月17日、同年4月の第20代総選挙における野党間の選挙協力が失敗に終わった責任を取る形で総選挙への出馬を断念した。
2017年10月に肺がん4期と宣告されたが、新薬などによる治療を経て、2019年末に再び元気な姿を見せた。
2021年末に尹錫悦陣営に加わり、尹錫悦陣営選挙対策委員会の新時代準備委員長を務めた。2022年3月、大統領選挙で当選した尹錫悦により大統領職引継委員会国民統合委員長に任命され、後に大統領直属国民統合委員会委員長となった。

## 略歴
1953年9月17日、日本東京生まれ
- 建国大学校政治外交学科卒
- アメリカ韓国日報記者
- 中央日報アメリカ支社長
- 放送委員会企画局長・事務総長代理
- 第15代大統領職引継ぎ委員会委員
- 青瓦台政策企画主席・文化観光部長官（2000年9月20日～2001年9月18日）
- 盧武鉉大統領候補選挙対策本部メディア選挙本部長
- 盧武鉉第17代大統領當選者企画特補
- ウリ党第17代総選挙企画団長・総選挙企画本部長
- 第15代・16代・17代国会議員
- 国会建設交通委員会委員長
- ウリ党新行政首都建設特別対策委員長
- ウリ党院内代表（2006年1月～2007年1月）
- 中道統合民主党共同代表
- 民主統合党最高委員（2012年6月～11月）
- 民主党代表（2013年5月～）
- 新政治民主連合創党準備委員会共同委員長（2014年3月）
- 新政治民主連合共同代表（2014年3月～7月）
- 韓国女子プロゴルフ協会汎国民後援会会長
- ゲームオリンピック、ワールド・サイバーゲーム・チャレンジ（WCGC）共同委員長[5]

## 著書
- 兵隊日記（병정일기）
- 風と剥製（바람과 박제）
- セネカの死骸（세네카의 주검）
- ラクダは別に泣かない（낙타는 따로 울지 않는다）
- 女の男（여자의 남자 ）
- 目覚めればいない（눈뜨면 없어라）
- 音痴が歌う恋歌（음치가 부르는 연가）
- 朝は貰い食いして暮らしますか（아침은 얻어먹고 사십니까 ）
- 金ハンギルの希望日記（김한길의 희망일기）